# Danh sách nghĩa trang Paris

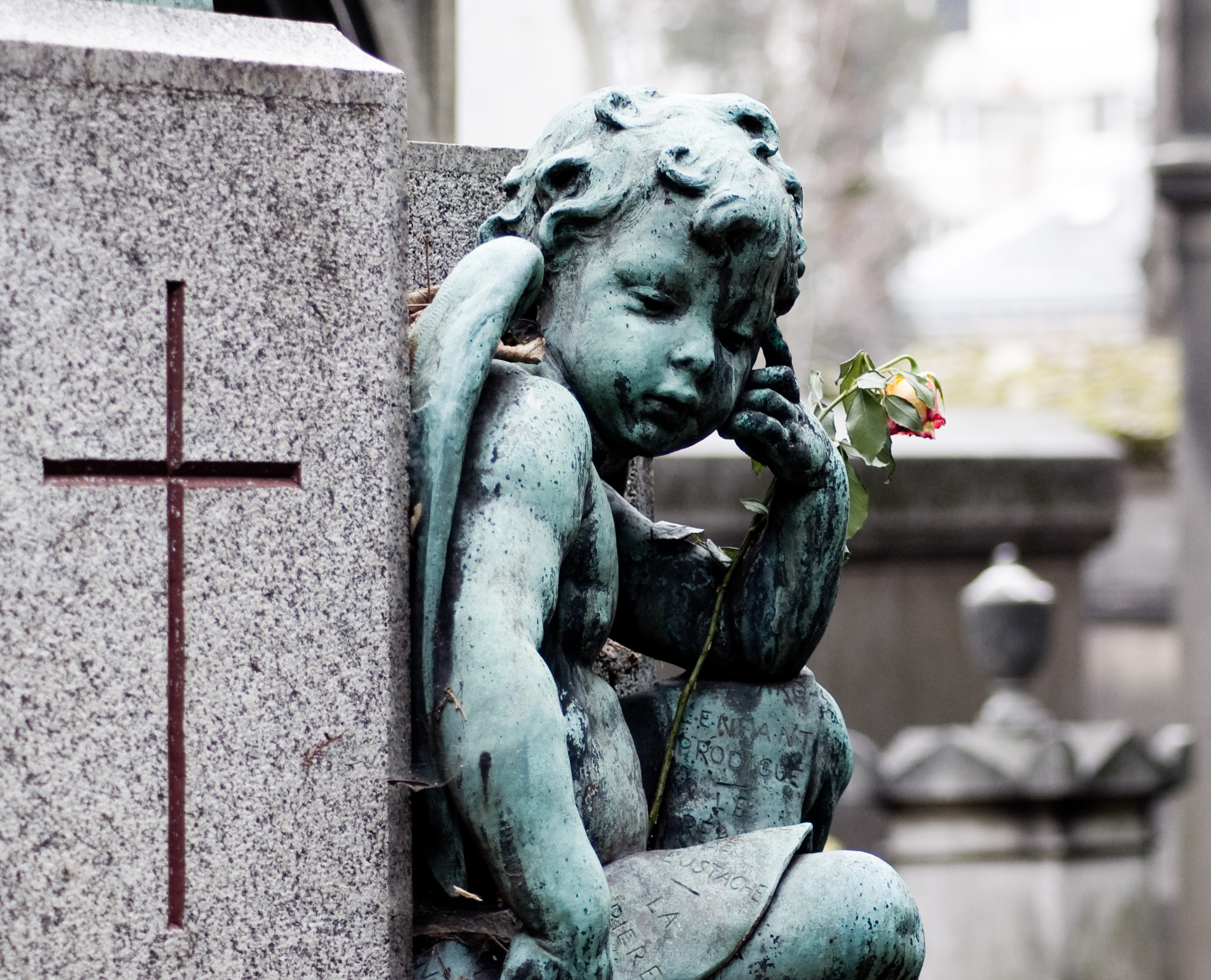
Một ngôi mộ trong nghĩa trang Père-Lachaise

Phần lớn các nghĩa trang ở thành phố Paris hiện nay do chính quyền thành phố quản lý. Tính riêng trong nội ô, thành phố quản lý 14 nghĩa trang. Ngoài ra còn 6 nghĩa trang khác thuộc thuộc vành đai nhỏ, tuy không thuộc địa giới Paris. Phần lớn các nghĩa trang này được mở cửa vào thế kỷ 18 và 19. Các nghĩa trang trong nội ô hiện nay đều thuộc các quận vành đai, mang số lớn hơn 10. Không chỉ là những nơi chôn cất đơn thuần, các nghĩa trang còn là những không gian xanh quan trọng và được trang trí bởi nhiều tác phẩm điêu khắc. Père-Lachaise, Montparnasse, Montmartre là nơi yên nghỉ của nhiều danh nhân, cả người Pháp cũng như người nước ngoài, thu hút một lượng lớn khách du lịch tới thăm.
Paris cũng có những địa điểm khác với chức năng chôn cất. Điện Panthéon, Invalides đều là nơi yên nghỉ của nhiều danh nhân. Hầm mộ Paris, vốn là hầm khai thác đá cũ, hiện cất trữ nhiều hài cốt. Thành phố có một nghĩa trang tư nhân, Picpus nằm ở Quận 12, nơi yên nghỉ của Hầu tước La Fayette. Ngoài ra có thể kể tới nghĩa địa Innocents, từng tồn tại nhiều thế kỷ, đã bị đóng cửa vào cuối thập niên 1780. Các ngôi mộ còn nằm trong một số nhà thờ của thành phố.

## Danh sách

### Nội ô
| Nghĩa trang | Quận    | Diện tích | Số mộ phần | Số người đã an táng | Chôn cất mỗi năm | Cây xanh | Mở cửa | Web |
| ----------- | ------- | --------- | ---------- | ------------------- | ---------------- | -------- | ------ | --- |
| Montmartre  | Quận 18 | 10,48 ha  | 20.000     |                     | 500              | 750      | 1825   | http://www.paris.fr/portail/Parcs/Portal.lut?page_id=1704 Lưu trữ ngày 25 tháng 2 năm 2009 tại Wayback Machine trên trang của thành phố Paris. - Les cimetières de Paris: Toussaint 2004 Lưu trữ ngày 28 tháng 11 năm 2006 tại Wayback Machine trên trang của thành phố Paris. - Association des Amis et Passionnés du Père-Lachaise |